# شهرستان سانیلاک
شهرستان سانیلاک (به انگلیسی: Sanilac County) یک منطقهٔ مسکونی در ایالات متحده آمریکا است که در میشیگان واقع شده‌است. شهرستان سانیلاک ۴٬۱۱۸٫۱ کیلومتر مربع مساحت دارد.